# Eduard Apetrei
Eduard Apetrei s-a născut la 11 octombrie 1937 în comuna Blăgești, județul Bacău. A urmat cursurile Liceului Ferdinand din Bacău, apoi Facultatea de Medicină din Iași (1954–1960). A fost stagiar la Onești (1960–1964), secundar în cadrul spitalului ASCAR (din 1964) și medic primar din 1974 în cadrul aceluiași spital. Din anul 1976, este medic la Spitalul Fundeni. A urmat stagii de specializare în țară și străinătate: Helsinki (Finlanda), Bruxelles (Belgia), Paris (Franța)
Din anul 1965, a devenit cadru didactic la Universitatea de Medicină și Farmacie „Carol Davila” din București: mai întâi preparator, apoi asistent (1966), șef de lucrări (1977), conferențiar (1991) și profesor din 1993. În 1973 a devenit doctor în medicină. 
În perioada 1992–2003, a fost șeful Clinicii de cardiologie a Institutului „C.C. Iliescu”. În prezent, este profesor de cardiologie, medic primar cardiolog și membru titular al Academiei de Științe Medicale.
Din anul 1982 este membru în boardul Societății Române de Cardiologie (secretar și președinte 1990-1998), a organizat și condus nenumărate congrese și conferințe naționale de cardiologie.
Din 1995 este Fellow al Societății europene de cardiologie, dar este și membru titular sau corespondent în mai multe comitete, asociații și societăți profesionale internaționale.
A fost membru în Comisia Europeană pentru specialitatea cardiologie (1996-2003) și membru în Comisia Europeană pentru acreditare în ecocardiografie (2002-2005).
Este autorul a 18 tratate și monografii de cardiologie (primul tratat de mecanofonocardiografie (1977) și ecocardiografie (1990) din țară), 39 de capitole în tratate medicale, 288 de lucrări științifice publicate, din care 81  cotate ISI.
Visiting profesor in SUA -3 luni, in anul 1993.
În 1991-2004 este editorul coordonator al Revistei Române de Cardiologie, iar în perioada 2004-2015 redactorul șef al acesteia. Totodată, este membru în comitetele de redacție a mai multor reviste medicale din țară și străinătate. A fost distins cu Ordinul național Serviciul Credincios în grad de Comandor, Premiul „Iuliu Hațieganu” al Academiei Române, premiul „CC Iliescu al Academiei de Științe Medicale” (2016), este cetățean de onoare al orașului Bacău și Doctor Honoris Causa al Universității de Medicină și Farmacie „Grigore T. Popa” din Iași.